# Visingsö
Visingsö er den største ø i Vättern og ligger i søens sydlige del, tredive kilometer nord for Jönköping og seks kilometer vest for Gränna som øen har færgeforbindelse til. Øen har desuden færgeforbindelse til byen Hjo.
Øen er 3 kilometer bred og 14 kilometer lang, og har 736 (2011) indbyggere. I dag er øen et turistmål, men adskillige fortidsminder og ruiner vidner om at den med sin beskyttede beliggenhed har spillet en stor rolle i Sveriges historie.
Ifølge et sagn blev øen skabt af jætten Vist da han kastede en græstørv ud i søen for at hans kone skulle have noget at træde på når de skulle over Vättern.
I 1100- og 1200-tallet var Visingsö centrum for den endnu usikre svenske kongemagt. Näs slot blev anlagt på øens sydlige ende, og tjente som bolig for blandt andre Magnus Ladulås, men øen var et meget brugt tilflugtssted under middelalderen slægtsfejder. I 1600-tallet udøvede den mægtige Braheslægt sin magt fra borgen Visingsborg på øens østlige side. I dag er der kun ruiner af begge anlæg.
For at sikre adgang til godt tømmer til den svenske flåde efter at Svensk Forpommern og de vidtstrakte egeskove dernede, var gået tabt i kølvandet på Napoleonskrigene plantede kronen i 1830'erne mere end 300.000 egetræer og der er i dag cirka 360 ha egeskov på øen. Egeskogen forvaltes i dag af Statens fastighetsverk. Da den teknologiske udvikling er løbet fra anvendelsen af eg til skibsbygning, benyttes det værdifulde egetømmer til parketgulve, whiskytønder, indretningsdetaljer på både og mange andre formål, hvor det hårde og kompakte egemateriale søges.